# Dancing Astronaut
Dancing Astronaut è un sito web che si occupa prevalentemente di argomenti legati all'EDM, ma tratta inoltre dell'intrattenimento, dei media e della musica in generale.
Lanciato nel 2009, Billboard l'ha definito «la voce della generazione EDM», includendolo inoltre nella propria lista dei migliori momenti EDM degli anni dieci.